# Alexander Tettey
Alexander Banor Tettey, né le 4 avril 1986 à Accra (Ghana), est un joueur de football norvégien. Il évoluait au poste de milieu de terrain et était international norvégien depuis le 22 août 2007.

## Biographie
Né à Accra au Ghana, Alexander Tettey déménage en Norvège en 1999. Il joue successivement dans les équipes de jeunes du FK Bodø/Glimt puis de Kolstad IL, avant d'intégrer celles de Rosenborg en 2003. En 2005, il est prêté au club de Skeid. 
Le 31 juillet 2009, il signe un contrat de quatre ans en faveur du Stade rennais FC moyennant une indemnité de transfert de 4,5 millions d'euros[réf. nécessaire]. Après une première saison difficile en Bretagne, liée la plupart du temps à des blessures récurrentes[réf. nécessaire], Alexander Tettey revient peu à peu durant la saison suivante. 
Contre l'AS Cannes, en trente-deuxièmes de finale de la Coupe de France, il signe ses deux premiers buts pour le Stade rennais.
Le 24 août 2012, il signe en faveur du Norwich City FC un contrat de deux saisons plus une en option.
Le 2 mai 2018, il signe un autre contrat de deux saisons pour Norwich City.

## Famille
Il est le frère d'Emmanuel Tettey, footballeur international ghanéen.

## Statistiques de carrière
| Saison                | Club                  | Championnat           | Championnat | Championnat | Coupe nationale | Coupe nationale | Coupe de la Ligue | Coupe de la Ligue | Compétition(s) continentale(s) | Compétition(s) continentale(s) | Compétition(s) continentale(s) | Sélection | Sélection | Sélection | Total | Total |
| Saison                | Club                  | Division              | M.          | B.          | M.              | B.              | M.                | B.                | Comp.                          | M.                             | B.                             | Équipe    | M.        | B.        | M.    | B.    |
| 2004                  | Rosenborg BK          | 1                     | 1           | 0           | 0               | 0               | -                 | -                 | -                              | -                              | -                              | -         | -         | -         | 1     | 0     |
| 2005                  | Rosenborg BK          | 1                     | 2           | 0           | 0               | 0               | -                 | -                 | C1+C3                          | 4                              | 0                              | -         | -         | -         | 6     | 0     |
| 2006                  | Rosenborg BK          | 1                     | 22          | 1           | 5               | 1               | -                 | -                 | -                              | -                              | -                              | -         | -         | -         | 27    | 2     |
| 2007                  | Rosenborg BK          | 1                     | 23          | 4           | 4               | 1               | -                 | -                 | C1+C3                          | 11                             | 0                              | Norvège   | 2         | 0         | 40    | 5     |
| 2008                  | Rosenborg BK          | 1                     | 24          | 2           | 2               | 1               | -                 | -                 | C3+C4                          | 12                             | 0                              | -         | -         | -         | 38    | 3     |
| 2009                  | Rosenborg BK          | 1                     | 17          | 5           | 3               | 0               | -                 | -                 | C3                             | 4                              | 0                              | Norvège   | 2         | 0         | 26    | 5     |
| Sous-total            | Sous-total            | Sous-total            | 89          | 12          | 14              | 3               | -                 | -                 | -                              | 31                             | 0                              | -         | -         | -         | 134   | 15    |
| 2009 - 2010           | Stade rennais         | 1                     | 24          | 0           | 3               | 0               | 2                 | 0                 | -                              | -                              | -                              | Norvège   | 2         | 0         | 31    | 0     |
| 2010 - 2011           | Stade rennais         | 1                     | 17          | 1           | 3               | 3               | 0                 | 0                 | -                              | -                              | -                              | Norvège   | 1         | 0         | 21    | 4     |
| 2011 - 2012           | Stade rennais         | 1                     | 19          | 1           | 3               | 0               | 1                 | 0                 | C3                             | 10                             | 0                              | Norvège   | 7         | 0         | 40    | 1     |
| Sous-total            | Sous-total            | Sous-total            | 60          | 2           | 9               | 3               | 3                 | 0                 | -                              | 10                             | 0                              | -         | -         | -         | 82    | 5     |
| 2012 - 2013           | Norwich City FC       | 1                     | 26          | 0           | 0               | 0               | 2                 | 1                 | -                              | -                              | -                              | -         | -         | -         | 28    | 1     |
| Total sur la carrière | Total sur la carrière | Total sur la carrière | 175         | 14          | 23              | 6               | 5                 | 1                 | -                              | 41                             | 0                              | Norvège   | 14        | 0         | 258   | 21    |

## Palmarès
- Champion du Tippeligaen 2006
- Champion de Football League Championship 2019 et 2021

## Sélections
- 12 matchs et 0 but avec l'équipe de Norvège de football